# Papaína
La papaína es una enzima que se extrae del fruto llamado papaya y que pertenece a una familia de proteínas relacionadas, que incluye endopeptidasas, aminopeptidasas, dipeptidil peptidasas y otras enzimas con actividades tanto exo-peptolíticas como endo-peptolíticas.
Las propiedades peptolíticas de la papaína provocan la ruptura de múltiples enlaces en las proteínas animales, lo que tiene por consecuencia que se pueda utilizar para ablandar la carne destinada al consumo humano. La papaína también hidroliza proteínas vegetales, y es útil para evitar la formación de los sedimentos proteicos que produce la proteína de la cebada en el proceso de fabricación de cerveza. También posee propiedades antiinflamatorias cuando es consumida directamente, por lo que los frutos que la contienen han sido usados como medicamento natural. Un entorno alcalino con pH mayor de 8, o una temperatura mayor de 37 °C desnaturaliza la papaína rápidamente.
El crecimiento del negocio relacionado con su uso para ablandar carnes para consumo humano y para evitar la sedimentación durante la producción de cerveza ha causado que el consumo mundial de papaína haya aumentado hasta unos cien millones de dólares anuales.
La papaína se consigue por la extracción del látex, que es un líquido blanco obtenido mediante cortes en los frutos de papaya inmaduros. Luego, en el laboratorio se separa la enzima y se purifica hasta alcanzar un nivel óptimo de calidad para su comercialización y uso.

## Usos comerciales
La papaina, enzima proteolítica derivada de la papaya (Carica papaya), ha demostrado ser invaluable en una amplia gama de aplicaciones industriales y biotecnológicas. Conocida por su capacidad para descomponer proteínas, la papaina se utiliza extensamente en diversas industrias:
En la industria cárnica, se emplea para ablandar la carne, mejorando su textura y facilitando la masticación.
En la industria láctea, la papaina se utiliza en la producción de quesos para acelerar el proceso de maduración y mejorar las propiedades de textura. Además, es fundamental en la producción de hidrolizados de proteínas, utilizados en alimentos procesados y suplementos dietéticos debido a su capacidad para descomponer las proteínas en componentes más pequeños fácilmente digeribles.
En la industria de panificación, la papaina ayuda a mejorar la textura del pan y otros productos horneados al descomponer las proteínas del gluten. En la industria cervecera y vinícola, se utiliza para clarificar y estabilizar las bebidas, mejorando su claridad y prolongando su vida útil.
La papaina también encuentra aplicación en la alimentación animal, mejorando la digestibilidad de los alimentos para ganado y mascotas. En biomedicina, la enzima se utiliza en la investigación y la producción de medicamentos, mientras que en odontología, se emplea para limpiar dientes y encías.
Finalmente, en la industria textil, la papaina se utiliza en procesos de biopreparación para eliminar impurezas y mejorar la calidad de las fibras textiles,. Estas diversas aplicaciones destacan la versatilidad y el valor industrial de la papaina en numerosos sectores económicos y científicos. 
Además esta enzima es requerida también en áreas como la farmacéutica y la cosmética, donde se utiliza en la fabricación de cremas despigmentantes de la piel, que consumen aproximadamente el 10 % de la producción mundial,[cita requerida] y van en alza. En Estados Unidos, por ejemplo, se le han descubierto propiedades a la hora de tratar males hepáticos y dolores lumbares: su uso médico ha sido aprobado para el tratamiento de estos últimos, mediante la inyección de la enzima al líquido cefalorraquídeo de la espina dorsal con el fin de disipar los molestos dolores del disco intervertebral. Todo esto con un éxito de hasta el 60 % en los pacientes tratados y un riesgo mínimo de alergia.[cita requerida]
Por otra parte, la papaína es uno de los componentes utilizados por laboratorios oftalmológicos para fabricar tabletas enzimáticas para la limpieza de lentes de contacto. También forma parte de suplementos dietarios, debido a su capacidad de favorecer el proceso digestivo, y de procesos de depuración de aguas. 
Paralelamente, se comienzan a descubrir otras aplicaciones de la papaína en negocios como la industria textil, papelera, curtido de cuero, así como en procesos de depuración de residuos líquidos y en investigación de química analítica. Entre los países que la exportan se encuentran Chile, México, Tanzania, Uganda, el Congo, Sri Lanka (Ceilán), Tailandia y la India. Colombia es un país con muchas expectativas para la producción y exportación de la enzima, por su ubicación geográfica y por la economía que maneja.
Como dato anexo, muchas de sus cualidades no han podido ser reproducidas en una enzima sintética, lo que vuelve a la papaína insustituible en muchas de estas áreas.